# معاملة المثليين في موزمبيق
يواجه الأشخاص من المثليين والمثليات ومزدوجي التوجه الجنسي والمتحولين جنسياً (اختصاراً: LGBT) في موزمبيق تحديات قانونية واجتماعية لا يواجهها غيرهم من المغايرين جنسيا. يعد النشاط الجنسي المثلي بين الذكور وبين الإناث قانونيا في موزامبيق بموجب قانون جنائي جديد دخل حيز التنفيذ في يونيو من عام 2015. كما أن هناك حماية ضد التمييز في التوظييف للمثليين على أساس التوجه الجنسي منذ عام 2007. موزامبيق، جنبا إلى جنب مع المستعمرات البرتغالية السابقة الأخرى في أفريقيا، هي واحدة من أكثر الدول الأفريقية الصديقة للمثليين. وجدت استطلاعات الرأي مستويات معتدلة من الدعم لحقوق المثليين وزواج المثليين. ومع ذلك، فإن الأزواج والشركاء المثليين غير قادرين على الزواج أو التبني، ولكن مازال يواجه الأشخاص من مجتمع المثليين وصمة عار والتمييز والتنمر بين السكان. كما أن المنازل التي يعيش فيها الشركاء المثليون غير مؤهلة للحصول على نفس الحماية القانونية المتاحة للأزواج المغايرين، مع وجود عدة تقارير تتحدث عن مستوى عالي من التمييز والانتهاكات ضد مجتمع المثليين.

## قانونية النشاط الجنسي المثلي
كان الوضع القانوني للنشاط الجنسي المثلي غامضاً قبل وضع قانون جنائي يجعل النشاط الجنسي المثلي قانونياً عام 2015. في مارس من عام 2011، أعلن وزير العدل الموزمبيقي خلال المراجعة الدورية الشاملة لمجلس حقوق الإنسان التابع للأمم المتحدة بأن المثلية الجنسية ليست جريمة في موزامبيق. ومع ذلك، فإن قانون العقوبات يتضمن ذكر لجريمة «الممارسات ضد الطبيعة». وفقاً للمؤسسة الدولية للمثليين والمثليات ومزدوجي التوجه الجنسي والمتحولين جنسيا وثنائيي الجنس من المحتمل أن تُفسر هذه العبارة على أنها تشمل النشاط الجنسي المثلي بين الرجال وبين النساء، على الرغم من أنه من غير المعروف إلى أي مدى يتم تطبيق القانون في البلاد. في الواقع، تظهر التقارير بأن حالات حدوث تطبيق قانوني للنظام الأساسي التي يتم تنفيذها ضد الأفراد المثليين كانت تتراوح من حالات ضئيلة إلى لا شيء.
في ديسمبر من عام 2014، وقّع الرئيس أرماندو غيبوزا على قانون عقوبات جديد لا يحتوي أي أحكام ضد النشاط الجنسي المثلي. تم نشره في الجريدة الرسمية في 31 ديسمبر عام 2014 ودخل القانون الجديد حيز التنفيذ بعد 180 يوما (أي 30 يونيو 2015).

## الاعتراف القانوني بالعلاقات المثلية
لا يوجد اعتراف قانوني بالعلاقات المثلية في موزامبيق، وقد تمت احتجاجات لصالح تقنين زواج المثليين والزواج بحكم الأمر الواقع منذ عام 2006.

## الحماية من التمييز
تماشيا مع معظم المستعمرات البرتغالية سابقاً في أفريقيا يذكر بأن موزامبيق هي واحدة من أكثر الدول تسامحاً تجاه المثليين والمثليات في أفريقيا. في حين أن الحكومة قد ذكرت القليل إلى حد ما فيما يتعلق بحقوق المثليين، إلا أن كل ما صدر عن الحكومة كان إيجابياً.
وهي واحدة من الدول الأفريقية القليلة التي تقدم أي شكل من أشكال الحماية من التمييز للمثليين والمثليات ومزدوجي التوجه الجنسي والتي دخلت حيز التنفيذ منذ عام 2007. وكانت احتجاجات لمثل هكذا تشريع قد بدأت قبل عام واحد فقط، مما يدل على استجابة سريعة ومعقولة من قبل الحكومة.
تنص المادة 4 من قانون العمل 23/2007 (بالبرتغالية: Lei 23/2007 de Lei de Trabalho‏) على: «عدم التمييز على أساس التوجه الجنسي أو العرق أو حالة فيروس العوز المناعي البشري/الإيدز». تمنح المادة 5 من القانون الموظفين الحق في الخصوصية بما يتعلق بـ«الحياة الشخصية والخاصة للموظفين، مثل حياتهم الأسرية والعلاقات الشخصية وحياتهم الجنسية، والحالة الصحية ومعتقداتهم الدينية والسياسية». تنص المادة 108 من القانون على أن «جميع الموظفين سواء كانوا مواطنين أو أجانب، ومن دون تمييز على أساس الجنس أو التوجه الجنسي (...) لهم الحق في الحصول على أجر والتمتع بمزايا متساوية مقابل عمل متساوي».

## الرأي العام
وجد استطلاع تم إجراءه بتاريخ سبتمبر عام 2013 لأشخاص في مابوتو ومدن بيرا ونامبولا مستويات معتدلة من الدعم للاعتراف القانوني بالعلاقات المثلية وتبني المثليين للأطفال:
|                                                | مابوتو | بيرا  | نامبولا |
| ---------------------------------------------- | ------ | ----- | ------- |
| نفس الحقوق للأزواج المثليين والأزواج المغايرين | 42.7%  | 32.0% | 47.2%   |
| زواج المثليين                                  | 37.0%  | 17.9% | 28.2%   |
| تبني المثليين للأطفال                          | 49.5%  | 40.2% | 44.9%   |

أظهر استطلاع للرأي أجراه أفروباروميتر عام 2016 أن 56% من سكان موزمبيق يرحبون أو لا يزعجهم وجود جار مثلي. وكانت موزمبيق واحدة من الدول الأربع الوحيدة التي شملها الاستطلاع والتي كانت فيها أغلبية متسامحون. (الآخرون هم الرأس الأخضر (74%) وجنوب أفريقيا (67%) وناميبيا (55%)).
وفقًا لاستطلاع أجرته المؤسسة الدولية للمثليين والمثليات ومزدوجي التوجه الجنسي والمتحولين جنسيا وثنائيي الجنس عام 2017، وافق 61% من سكان موزامبيق على أن المثليين والمثليات ومزدوجي التوجه الجنسي يجب أن يتمتعوا بنفس الحقوق التي يتمتع بها الأشخاص المغايرون، بينما رفض 23% ذلك. بالإضافة إلى ذلك، وافق 66% على أنه ينبغي حمايتهم من التمييز في مكان العمل. ومع ذلك، قال 32% من سكان موزامبيق إنه يجب معاملة الأشخاص الذين تربطهم علاقات جنسية مثليون بأنهم مجرمون، في حين لم يوافق 43% على ذلك. أما بالنسبة للمتحولين جنسياً، فقد وافق 66% على ضرورة تمتعهم بالحقوق نفسها، واعتقد 68% أنه يجب حمايتهم من التمييز في العمل واعتقد 55% أنه ينبغي السماح لهم بتغيير جنسهم القانوني.
وجد استطلاع أجري عام 2017 لأشخاص في مدن مابوتو وبيرا ونامبولا مرة أخرى مستويات معتدلة من الدعم لحقوق المثليين. زاد تأييد زواج المثليين في المدن الثلاث إلى 47% في مابوتو و 38% في بيرا و 42% في نامبولا. كان الدعم لتبني المثليين للأطفال 33% في مابوتو و 43% في بيرا و 42% في نامبولا. بالإضافة إلى ذلك، وجد الاستطلاع أيضًا أن 85% يعارضون العنف ضد مجتمع المثليين وسيأتيون لمساعدتهم إذا تعرضوا للاعتداء الجسدي. ومع ذلك، قال معظم المجيبين إنهم لن يقبلوا طفلهم إذا أعلن عن كونه (ا) مثلي (ة) (مع ذكر 28% من المجيبين في بيرا أنهم سيهاجمون طفلهم إذا كان (ت) مثلي (ه)). سيكون رد فعل 37.5% سلبياً إذا أعلن زميل في العمل عن كونه مثليا، بينما 37.9٪ سقبلون ذلك و 20.6% غير مبالين. علاوة على ذلك، ذكر حوالي الثلث أنهم يعرفون شخصًا من مجتمع المثليين بشكل صريح.

## ظروف الحياة
تعتبر جرائم الكراهية والعنف الموجه ضد مجتمع المثليين نادرة الحدوث في موزمبيق، على عكس البلدان الأفريقية الأخرى. ومع ذلك، لا يزال التمييز موجودا.
تحدثت شخصية بارزة حول دعم حقوق المثليين في موزمبيق وباقي أفريقيا وهو الرئيس السابق جواكيم شيسانو، والذي تحدث أيضا إلى القادة الأفارقة الآخرين عن إلغاء القوانين التي تحول دون إقرار حقوق المثليين في القارة الأفريقية.
طلبت لامدا (بالإنجليزية: Lambda)‏، وهي منظمة للمثليين محلية، التسجيل كمنظمة غير حكومية منذ عام 2008. وهي عملية تستغرق عادة ستة أسابيع. في عام 2010، بعد أن تجاهلتها وزارة العدل لمدة عامين، رفعت المجموعة قضيتها إلى الأمم المتحدة، وناشدت المفوضية العليا لحقوق الإنسان التصرف على انتهاك حقهم في تكوين الجمعيات. دعا مجلس حقوق الإنسان التابع للأمم المتحدة موزمبيق إلى تسجيل لامدا منذ عام 2011. في أكتوبر 2017، أعلن المجلس الدستوري لموزمبيق بالإجماع رفض الحكومة تسجيل لامدا غير قانوني وغير دستوري.

## ملخص
| قانونية النشاط الجنسي المثلي                                                                  | (منذ عام 2015)                      |
| المساواة في السن القانوني للنشاط الجنسي                                                       | (منذ عام 2015)                      |
| قوانين مكافحة التمييز في التوظيف                                                              | (منذ عام 2007)                      |
| قوانين مكافحة التمييز في توفير السلع والخدمات                                                 | No                                  |
| قوانين مكافحة التمييز في جميع المجالات الأخرى (تتضمن التمييز غير المباشر، خطاب الكراهية)      | No                                  |
| قوانين مكافحة أشكال التمييز المعنية بالهوية الجندرية                                          | No                                  |
| زواج المثليين                                                                                 | No                                  |
| الاعتراف القانوني بالعلاقات المثلية                                                           | No                                  |
| تبني أحد الشريكين للطفل البيولوجي للشريك الآخر                                                | No                                  |
| التبني المشترك للأزواج المثليين                                                               | No                                  |
| يسمح للمثليين والمثليات ومزدوجي التوجه الجنسي والمتحولين جنسيا بالخدمة علناً في القوات المسلحة | No                                  |
| الحق بتغيير الجنس القانوني                                                                    | No                                  |
| علاج التحويل محظور على القاصرين                                                               | No                                  |
| الحصول على أطفال أنابيب للمثليات                                                              | No                                  |
| الأمومة التلقائية للطفل بعد الولادة                                                           | No                                  |
| تأجير الأرحام التجاري للأزواج المثليين من الذكور                                              | (غير قانوني للأزواج المغايرين كذلك) |
| السماح للرجال الذين مارسوا الجنس الشرجي التبرع بالدم                                          | No                                  |